# Área de Relevante Interesse Ecológico Floresta da Posse
A Área de Relevante Interesse Ecológico Floresta da Posse (ARIE Floresta da Posse) constitui uma unidade de conservação localizada na serra de mesmo nome, Serra da Posse, nos bairros de Campo Grande, Santíssimo e Senador Vasconcelos (todos na cidade do Rio de Janeiro). 

## Geografia
A Serra da Posse é formada pelo conjunto de três morros (Luís Bom, da Posse e das Paineiras), com altitude média de 155 metros, e o ponto culminante é o morro da Posse com 207 m de altitude. Localiza-se entre os maciços do Mendanha e o da Pedra Branca — duas estruturas morfológicas que marcam o Rio de Janeiro — e, por isso, tem o potencial de ser um elemento natural de conexão entre essas duas regiões de proteção ambiental.
Atualmente, apenas dois cursos d’água reduzidos existem de forma perene: Canal do Melo e o Córrego Nosso Bosque. O Canal do Melo, localizado na vertente norte da Serra, é um dos afluentes do Rio do Campinho (rio da Bacia Hidrográgica da Baía de Sepetiba), contando com trechos superficiais, visíveis, e outros profundos, sem possibilidade de visualização.

### Limites
Representa uma área de 171,56 hectares e perímetro de 11,95 quilômetros. Seu polígono compreende ruas locais e pontos cartográficos específicos.

## História
Originalmente, a vegetação que recobria a Serra da Posse era a mata floresta ombrófila densa submontana, a qual sofreu alterações por causa de ações humanas, como desmatamento, queimadas e revegetação. Aponta-se que vários córregos que possuíam as nascentes na Serra da Posse secaram muito provavelmente por causa dessa perda florestal.
Anteriormente a essa legislação protetiva, nos anos de transição entre os séculos XX e XXI, a Prefeitura do Rio de Janeiro começou a recuperação ambiental da Serra, com divergência entre as fontes sobre o ano específico de início.
Nos anos anteriores à criação da ARIE, a partir de um esforço iniciado pelo casal Thiago Neves e Marcela Fonseca, surgiu o coletivo denominado "Nosso Bosque".  A partir dele foram feitas ações para a conscientização e a sensibilização da população sobre a importância da preservação da vegetação na Serra da Posse, contando com documentação da biodiversidade no local por fotografias, mutirões de plantios de mudas de árvores e atividades de convivência ao ar livre. Os registros fotográficos e informações do coletivo colaboraram ainda para o estudo técnico que propiciou a criação da unidade de conservação.
A ARIE passou a se constituir como uma unidade de conservação a partir do Decreto Municipal 50962, de 2022, assim como da Lei Municipal 7514, de 2022.

## Fauna e Flora
O Estudo Técnico para a proposição da unidade de conservação para a Serra da Posse em 2022 da Prefeitura do Rio de Janeiro trouxe uma análise do estado atual da fauna e da flora, pontuando limitações pela baixa quantidade de dados prévios.

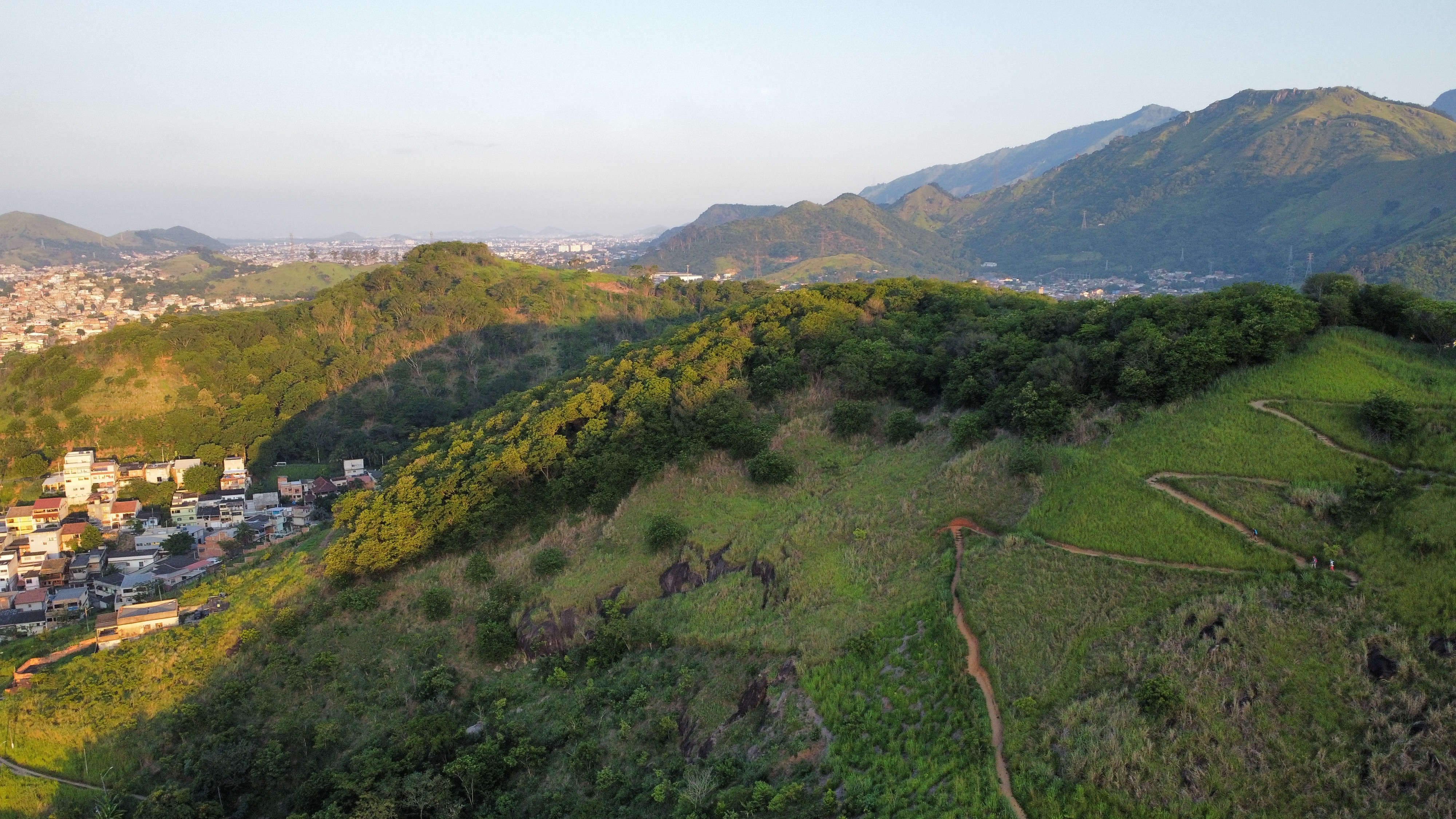
Fotografia aérea de Serra da Posse, com suas diferentes formações florestais em 2023.

A vegetação em 2022 se caracterizava por uma mistura de formações florestais em diversos estágios de sucessão ecológica, predominando as poáceas, como o capim-capim-colonião (Megathysurus maximus) e o capim-rabo-de-burro (Andropogon sp.), ocupando mais de 46% da área da Serra da Posse. Estão também inseridas nesse mosaico as manchas florestais em fases iniciais de sucessão ecológica, com espécies cuja maioria é originária de revegetação efetuada pela Prefeitura. Três espécies arbóreas utilizadas no reflorestamento são destacadas: o palmiteiro (Euterpe edulis), o pau-brasil (Paubrasilia echinata) e o ipê-tamanco (Tabebuia cassinoides), que são listadas como ameaçadas de extinção da flora nacional.

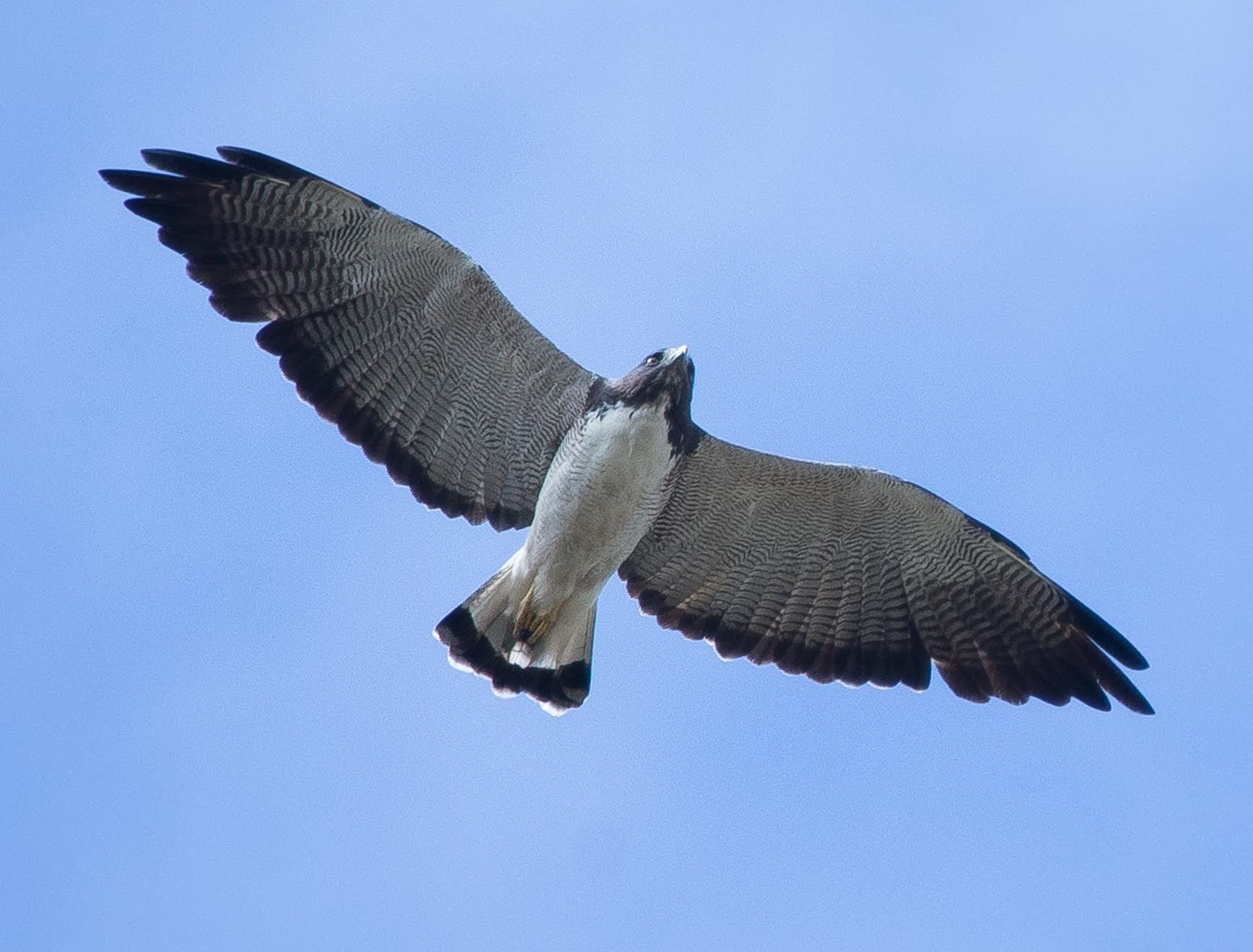
Gavião-de-rabo-branco (Geranoaetus albicaudatus) em Serra da Posse

Quanto à fauna, registraram-se nesse referido estudo, 23 invertebrados e 146 vertebrados, sendo 12 anfíbios, 19 répteis, 93 aves e 22 mamíferos. Nele, destacaram-se: 
- Invertebrados como aranha-de-folhiço (Ctenus cf. medius), azul-ferrete (Eryphanis automedon), borboleta-estaladeira (Hamadryas amphinome), borboleta-estaladeira (Hamadryas feronia), xadrezinho (Pyrgus orcus), tristão (Taygetis laches marginata);[3]
- Anfíbios como sapo-cururuzinho (Rhinella ornata), rãzinha-piadeira (Adenomera marmorata);
- Répteis lagarto-verde (Ameiva ameiva), teiú (Salvator merianae), cobra-de-duas-cabeças (Leposternon microcephalum) e cobra-verde-de-cabeça-marrom (Philodryas olfersii);[3]
- Aves como quiriquiri (Falco sparverius), gavião-carijó (Rupornis magnirostris), gavião-de-rabo-branco (Geranoaetus albicaudatus), caburé (Glaucidium brasilianum); papagaio-verdadeiro (Amazona aestiva), periquitão-maracanã (Psittacara leucophthalmus), tucanuçu (Ramphastos toco), jacupemba (Penelope superciliaris), coleirinho (Sporophila caerulescens), e gibão-de-couro (Hirundinea ferruginea);[3] e
- Mamíferos como ouriço-caxeiro (Coendou spinosus), cachorro-do-mato (Cerdocyon thous), morcego listrado (Platyrrhinus lineatus) e o exótico gato-doméstico (Felis s. catus).[3]